# Ariel Santalla
Walter Ariel Santalla (Ramallo, Argentina, 9 de mayo de 1962) es un político argentino. Pertenece al partido Unión Cívica Radical. Fue intendente del partido de Ramallo desde 2003 hasta 2015.

## Biografía y trayectoria política
De origen radical y militante activo de la juventud en 1983, en el 2005 comenzó su acercamiento a la transversalidad propuesta por Néstor Kirchner, acompañando sus listas.

## Gestión en Ramallo
En las Elecciones de 2011 en unas reñidas elecciones, Santalla se presentó a la reelección por el Frente Cívico Concertación Acción por Ramallo. Resultó reelecto para un nuevo período como intendente del Partido de Ramallo.
Luego de un ajustado recuento, logró imponerse al candidato del Frente para la Victoria, Mauro Poletti, por 57 votos quien solicitó la apertura de las urnas, habiendo sido denegada por la Justicia Electoral.
Recién el 10 de diciembre de 2011 Santalla asumió su tercer mandato consecutivo tras la intrincada resolución electoral, que dejó la definición en suspenso y postergó la toma de juramento casi dos semanas después que los otros municipios.
En 2015 iba a conseguir el cuarto mandato por la coalición Cambiemos, fue derrotado por Mauro Poletti (Frente para la Victoria). Tras la pérdida de las elecciones se denunció faltante de elementos del patrimonio municipal, a tal punto que el Asesor Legal de la Municipalidad de Ramallo confirmó la denuncia penal presentada ante la Fiscalía N°3 de Ariel Tempo luego de constatar faltantes en el inventario municipal. La denuncia puso bajo la lupa el accionar de las gestiones de Ariel Santalla al frente del Palacio Municipal. Durante su gestión se denunciaron alarmantes niveles de glifosato y atrazina presentes en Ramallo, y varios conflictos ambientales.
La Justicia investigó a Walter Santalla por supuesto cobro de comisiones ilegales, derivadas al financiamiento político. Las irregularidades que se imputaba son investigadas a raíz de una denuncia presentada por Guillermo De Felipe, funcionario del ministerio de la Producción. 
Junto a los intendentes investigados, Carignani y Santalla; De Felipe tras haber "detectado malversación" de fondos, hecho que denunció penalmente. La denuncia involucró, además, a dos funcionarios ligados a los jefes comunales acusados de ser "valijeros" y sindicados de "recaudar para la campaña" de los intendentes: Raúl Lobais y Federico Gard. 
En ese marco, y a pedido de la UFI Nº2 a cargo de Adrián Tempo, el juez que interviene en la causa ordenó allanar las oficinas por el cobro indebido de "comisiones" para la instalación de empresas que pretenden operar en ese Parque Industrial, además del de supuesto "reparto de colchones; firma falsa de cheques y retención indebida de pagos". Según trascendió en una cámara oculta los imputados instaban a la radicación de las industrias "para generar empleo en la zona" a cambio del pago de comisiones que lejos de ir al fisco municipal, terminaba financiando la campaña proselitista de los intendentes involucrados en la maniobra.